# Scutiger glandulatus
Scutiger glandulatus är en groddjursart som först beskrevs av Liu 1950.  Scutiger glandulatus ingår i släktet Scutiger och familjen Megophryidae. IUCN kategoriserar arten globalt som livskraftig. Inga underarter finns listade i Catalogue of Life.